# 前1130年代
| 千纪： | 前2千纪 |
| 世纪： | 前13世纪 \| 前12世纪 \| 前11世纪                                                                                     |
| 年代： | 前1160年代 \| 前1150年代 \| 前1140年代 \| 前1130年代 \| 前1120年代 \| 前1110年代 \| 前1100年代                       |
| 年份： | 前1139年 \| 前1138年 \| 前1137年 \| 前1136年 \| 前1135年 \| 前1134年 \| 前1133年 \| 前1132年 \| 前1131年 \| 前1130年 |

## 重要事件及趋势
- 前1137年，拉美西斯七世成为埃及第二十王朝第六位统治者。
- 前1135年，传说的雅典国王奥克因特斯在统治十二年后去世，他的大儿子阿普黑达斯即位。
- 前1134年，传说的雅典国王阿普黑达斯在统治一年后被暗杀,他的弟弟特伊莫特斯即位。

## 重要人物
- 拉美西斯六世、拉美西斯七世，古埃及第十九王朝法老
- 武乙，商朝国王
- 亚述-丹一世、亚述雷什伊希一世，亚述国王
- 伊提·马尔杜克·巴拉图、尼努尔塔·那丁·舒米，伊辛第二王朝国王